# Hípica als Jocs Olímpics d'estiu de 1920 - Concurs complet per equips
El concurs complet per equips va ser una de les set proves d'hípica que es van disputar als Jocs Olímpics d'Estiu de 1920, a Anvers. La competició es va disputar entre el 6 i el 10 de setembre de 1920, amb la participació de 23 gents procedents de 6 nacions diferents.
En la competició hi prenien part quatre genets per nació. Els millors tres resultats de la prova individual eren vàlids per a la classificació final.
La prova era composta per tres proves:
- 6 de setembre - Prova de cross-country de 50 km, dels quals 5 km eren amb 20 obstacles a Merksem.
- 8 de setembre - Prova di cross-country de 20 km, dels quals 4 km eren amb tanques a l'Hoogboom Country Club de Kapellen.
- 10 de setembre - Prova de salt d'obstacles a l'Estadi Olímpic d'Anvers.

## Medallistes
| Or | Plata | Bronze |
| SuèciaHelmer Mörner i Germania · Åge Lundström i Ysra · Georg von Braun i Diana · Gustaf Dyrsch i Salamis | ItàliaEttore Caffaratti i Caniche · Garibaldi Spighi i Otello · Giulio Cacciandra i Facetto · Carlo Asinari i Savari | BèlgicaRoger d'Emaüs i Sweet Girl · Oswald Lints i Martha · Jules Bonvalet i Weppelghem · Jacques Misonne i Gaucho |

## Classifica finale
| Pos.   | Nació        | Binomi                  | Binomi        | Punts per prova | Punts per prova | Punts per prova | Punts per prova | Total   |
| Pos.   | Nació        | Genet                   | Cavall        | Cros 50Km       | Cros 20Km       | Salts           | Total           | Total   |
| ------ | ------------ | ----------------------- | ------------- | --------------- | --------------- | --------------- | --------------- | ------- |
| Or     | Suècia       | Helmer Mörner           | Germania      | 900,00          | 555,00          | 320,00          | 1775,00         | 5057,50 |
| Or     | Suècia       | Åge Lundström           | Yrsa          | 900,00          | 570,00          | 268,75          | 1738,75         | 5057,50 |
| Or     | Suècia       | Georg von Braun         | Diana         | 870,00          | 630,00          | 43,75           | 1543,75         | 5057,50 |
| Or     | Suècia       | Gustaf Dyrsch           | Salamis       | 600,00          | DNF             | -               | -               | 5057,50 |
| Plata  | Itàlia       | Ettore Caffaratti       | Caniche       | 862,50          | 600,00          | 271,25          | 1733,75         | 4735,00 |
| Plata  | Itàlia       | Garibaldi Spighi        | Otello        | 900,00          | 540,00          | 207,50          | 1647,50         | 4735,00 |
| Plata  | Itàlia       | Giulio Cacciandra       | Facetto       | 900,00          | 0,00            | 453,75          | 1353,75         | 4735,00 |
| Plata  | Itàlia       | Carlo Asinari           | Savari        | 765,00          | 480,00          | 0,00            | 1245,00         | 4735,00 |
| Bronze | Bèlgica      | Roger Moeremans d'Emaüs | Sweet Girl    | 787,50          | 600,00          | 265,00          | 1652,50         | 4560,00 |
| Bronze | Bèlgica      | Oswald Lints            | Martha        | 900,00          | 615,00          | 0,00            | 1515,00         | 4560,00 |
| Bronze | Bèlgica      | Jules Bonvalet          | Weppelghem    | 885,00          | 255,00          | 252,50          | 1392,50         | 4560,00 |
| Bronze | Bèlgica      | Jacques Misonne         | Gaucho        | 765,00          | 480,00          | 37,50           | 1282,50         | 4560,00 |
| 4      | Estats Units | Harry Chamberlin        | Nigra         | 870,00          | 570,00          | 128,75          | 1568,75         | 4477,50 |
| 4      | Estats Units | William West            | Black Boy     | 900,00          | 570,00          | 88,75           | 1558,75         | 4477,50 |
| 4      | Estats Units | John Burke Barry        | Raven         | 870,00          | 480,00          | 0,00            | 1350,00         | 4477,50 |
| 4      | Estats Units | Sloan Doak              | Deceive       | 600,00          | DNF             | -               | -               | 4477,50 |
| -      | França       | Édouard Saint-Poulof    | Josette       | 862,50          | 525,00          | 0,00            | 1387,50         | -       |
| -      | França       | Camille de Sartiges     | Jehova        | 855,00          | 495,00          | 2,50            | 1352,50         | -       |
| -      | França       | Jules de Vrégille       | Grand Manitou | 600,00          | DNF             | -               | -               | -       |
| -      | França       | André Vidart            | Maxime        | 600,00          | DNF             | -               | -               | -       |
| -      | Noruega      | Knut Gysler             | Emden         | 870,00          | 585,00          | 82,50           | 1537,50         | -       |
| -      | Noruega      | Eugen Johansen          | Nökken        | 892,50          | 375,00          | 161,25          | 1428,75         | -       |
| -      | Noruega      | Bjørn Bjørnseth         | Lydia         | 600,00          | DNF             | -               | -               | -       |